# Samsung Galaxy Z Flip 5
O Samsung Galaxy Z Flip 5 (estilizado como Samsung Galaxy Z Flip5 ) é um smartphone dobrável que faz parte da série Samsung Galaxy Z. A Samsung Electronics apresentou-o em 26 de julho de 2023 no evento Galaxy Unpacked, juntamente com o Galaxy Z Flip 5. É o sucessor do Samsung Galaxy Z Flip 4. O telemóvel foi lançado em 11 de agosto de 2023.

## Especificações

### Projeto
| Cor | Nome    |
| --- | ------- |
|     | Hortelã |
|     | Grafite |
|     | Lavanda |
|     | Creme   |
|     | Cinza   |
|     | Azul    |
|     | Verde   |
|     | Amarelo |

### Hardware
O Galaxy Z Flip 5 tem dois ecrãs: o seu ecrã interior dobrável de 6,7 polegadas com uma taxa de atualização variável de 120 Hz e também com HDR10+. O ecrã tem um recorte circular para a câmara frontal. O segundo ecrã de margem foi redesenhado para ter um ecrã maior do que os precursores do Galaxy Z Flip 5, uma vez que possui 3,4 polegadas de espaço de ecrã. Este ecrã tem uma forma irregular para acomodar as câmaras traseiras.
O dispositivo tem 8 GB de RAM e 256 GB ou 512 GB de armazenamento flash UFS 4.0, sem suporte para expandir a capacidade de memória do dispositivo através de cartões micro-SD.
O Z Flip 5 é alimentado pelo Qualcomm Snapdragon 8 Gen 2 projetado para Samsung Galaxy.
A bateria incluída no dispositivo é uma unidade de célula dupla de 3700 mAh que carrega rapidamente através de USB-C até 25W, ou através de carregamento sem fios até 15W.
O Z Flip 5 possui duas câmaras traseiras, incluindo uma câmara de 12 MP e uma câmara ultra grande angular de 12 MP. Tem uma câmara frontal de 10 MP na parte superior do ecrã.